# Søborgmagle Kirke
Søborgmagle Kirke ligger i Søborg ca. 6 km NV for Københavns centrum (Region Hovedstaden).